# Atletisme als Jocs Olímpics d'Estiu de 1932 - llançament de disc masculí
El llançament de disc masculí va ser una de les proves del programa d'atletisme disputades durant els Jocs Olímpics d'Estiu de Los Angeles de 1932. La prova es va disputar el 3 d'agost de 1932 i hi van prendre part 18 atletes d'11 nacions diferents. Es permetia un màxim de tres atletes per país. La competició fou guanyada per John Anderson, que va establir un nou rècord olímpics.

## Medallistes
| Or                  | Plata               | Bronze            |
| John Anderson (USA) | Henri LaBorde (USA) | Paul Winter (FRA) |

## Rècords
Aquests eren els rècords del món i olímpic que hi havia abans de la celebració dels Jocs Olímpics de 1932.
| Rècord del Món | 51,73 m | Paul Jessup | Pittsburgh (USA) | 23 d'agost de 1930 |
| Rècord Olímpic | 47,32 m | Bud Houser  | Amsterdam (NED)  | 1 d'agost de 1928  |

John Anderson i Henri LaBorde van millorar el rècord olímpic en els seus primers llançaments, amb 48,23 metres de LaBorde com a millor dels dos. Anderson va respondre amb un llançament de 48,86 metres en el segon llançament, i encara el va millorar amb 49,39 metres en el tercer i 49,49 metres en el quart. Aquest va ser finalment el nou rècord olímpic. Els sis llançaments d'Anderson van superar l'antic rècord; tres dels quatre llançaments vàlids de LaBorde també ho van fer. Paul Winter, dues vegades, i Jules Noël, una vegada, també van millorar l'antic rècord olímpic.

## Horari
| Data                       | Hora  | Ronda |
| -------------------------- | ----- | ----- |
| dimecres 3 d'agost de 1932 | 14:30 | Final |

## Resultats
La competició va continuar utilitzant el format de final utilitzat des l'any 1896, arrossegant els resultats a la ronda de millora. Cada atleta podia fer tres llançaments a la fase de classificació. Els sis primers classificats van passar a la final, on van poder fer tres llançaments més.
| Pos. | Atleta                | Nació          | 1                  | 2                  | 3                  | 4                     | 5                     | 6                     | Distància          | Notes |
| ---- | --------------------- | -------------- | ------------------ | ------------------ | ------------------ | --------------------- | --------------------- | --------------------- | ------------------ | ----- |
| 1    | John Anderson         | Estats Units   | 47.87              | 48.86 RO           | 49.39 RO           | 49.49 RO              | 48.72                 | 47.98                 | 49.49              | RO    |
| 2    | Henri LaBorde         | Estats Units   | 48.23 RO           | X                  | 48.45              | X                     | 48.47                 | 47.15                 | 48.47              |       |
| 3    | Paul Winter           | França         | 45.89              | 47.16              | 46.72              | 47.34                 | 42.45                 | 47.85                 | 47.85              |       |
| 4    | Jules Noël            | França         | 44.85              | 44.26              | 46.42              | 47.74                 | 45.07                 | 46.38                 | 47.74              |       |
| 5    | István Donogán        | Hongria        | X                  | 44.25              | 47.08              | X                     | X                     | X                     | 47.08              |       |
| 6    | Endre Madarász        | Hongria        | 39.32              | 46.52              | 40.51              | 44.50                 | X                     | X                     | 46.52              |       |
| 7    | Kalevi Kotkas         | Finlàndia      | 43.62              | 45.87              | 42.44              | No passa a la millora | No passa a la millora | No passa a la millora | 45.87              |       |
| 8    | Paul Jessup           | Estats Units   | 39.14              | 43.97              | 45.25              | No passa a la millora | No passa a la millora | No passa a la millora | 45.25              |       |
| 9    | József Remetz         | Hongria        | 43.65              | 45.02              | X                  | No passa a la millora | No passa a la millora | No passa a la millora | 45.02              |       |
| 10   | Emil Janausch         | Àustria        | 43.06              | 41.80              | 44.82              | No passa a la millora | No passa a la millora | No passa a la millora | 44.82              |       |
| 11   | Hans-Heinrich Sievert | Alemanya       | X                  | 38.92              | 44.51              | No passa a la millora | No passa a la millora | No passa a la millora | 44.51              |       |
| 12   | Harry Hart            | Sud-àfrica     | 35.26              | 43.33              | 39.24              | No passa a la millora | No passa a la millora | No passa a la millora | 43.33              |       |
| 13   | Zygmunt Heljasz       | Polònia        | 42.59              | X                  | 41.55              | No passa a la millora | No passa a la millora | No passa a la millora | 42.59              |       |
| 14   | Emil Hirschfeld       | Alemanya       | X                  | 42.42              | 41.74              | No passa a la millora | No passa a la millora | No passa a la millora | 42.42              |       |
| 15   | František Douda       | Txecoslovàquia | 41.60              | 42.39              | X                  | No passa a la millora | No passa a la millora | No passa a la millora | 42.39              |       |
| 16   | Clément Duhour        | França         | X                  | 38.92              | 40.22              | No passa a la millora | No passa a la millora | No passa a la millora | 40.22              |       |
| 17   | Veljko Narančić       | Iugoslàvia     | 36.51              | 34.52              | X                  | No passa a la millora | No passa a la millora | No passa a la millora | 36.51              |       |
| 18   | Pedro Elsa            | Argentina      | X                  | X                  | X                  | No passa a la millora | No passa a la millora | No passa a la millora | Sense marca        |       |
| —    | Jesús Aguirre         | Mèxic          | No pren la sortida | No pren la sortida | No pren la sortida | No pren la sortida    | No pren la sortida    | No pren la sortida    | No pren la sortida |       |
| —    | Bento Barros          | Brasil         | No pren la sortida | No pren la sortida | No pren la sortida | No pren la sortida    | No pren la sortida    | No pren la sortida    | No pren la sortida |       |
| —    | Héctor Berra          | Argentina      | No pren la sortida | No pren la sortida | No pren la sortida | No pren la sortida    | No pren la sortida    | No pren la sortida    | No pren la sortida |       |
| —    | Francisco Robledo     | Mèxic          | No pren la sortida | No pren la sortida | No pren la sortida | No pren la sortida    | No pren la sortida    | No pren la sortida    | No pren la sortida |       |
| —    | Carmine Giorgi        | Brasil         | No pren la sortida | No pren la sortida | No pren la sortida | No pren la sortida    | No pren la sortida    | No pren la sortida    | No pren la sortida |       |
| —    | Antônio Giusfredi     | Brasil         | No pren la sortida | No pren la sortida | No pren la sortida | No pren la sortida    | No pren la sortida    | No pren la sortida    | No pren la sortida |       |
| —    | José Antonio Masó     | Cuba           | No pren la sortida | No pren la sortida | No pren la sortida | No pren la sortida    | No pren la sortida    | No pren la sortida    | No pren la sortida |       |